# Premios Carlos
Los Premios Carlos son otorgados anualmente a los mejores espectáculos de teatro que se presentan durante la temporada veraniega en la ciudad de Villa Carlos Paz, Provincia de Córdoba, Argentina. Se entregan Premios por áreas de actividad teatral y, finalmente, el  Premio Carlos de Oro.
Los Premios Carlos fueron creados por el periodista cordobés Ramón Yardá y durante los años 80 tuvieron su mayor auge, ganando el premio entonces, entre otros, Susana Giménez, Alberto Olmedo e Isabel Sarli. En el año 2004, fueron institucionalizados por la Municipalidad de Villa Carlos Paz.

## Premios por áreas
Entre los distintos Premios Carlos que se entregan en cada área se encuentran: 
1. Mejor espectáculo infantil.
2. Mejor diseño de iluminación.
3. Mejor diseño de vestuario de comedia.
4. Mejor diseño escenográfico.
5. Mejor diseño de vestuario.
6. Mejor coreografía de revista.
7. Mejor director.
8. Mejor humorista.
9. Mejor comedia.
10. Mejor actor de reparto en comedia.
11. Mejor actriz de reparto en comedia.
12. Mejor actor de comedia.
13. Mejor actriz de comedia.
14. Mejor comediante masculino.
15. Mejor comediante femenina.
16. Mejor espectáculo de revista.
17. Mejor vedette.
18. Revelación.
19. Consagración.
20. Carlos de la gente.
21. Carlos de Plata.
22. Carlos de Oro.

## Premios Carlos de Oro
Los siguientes son ganadores del Carlos de Oro:
| Año  | Ganador                                                   |
| ---- | --------------------------------------------------------- |
| 2025 | Épico, Magic Dreams.                                      |
| 2024 | Mamma Mía!                                                |
| 2023 | Pedro Alfonso.                                            |
| 2022 | Stravaganza,10 años.                                      |
| 2021 | Ángel Carabajal.                                          |
| 2020 | Hugo Arana. Víctor Laplace. Osvaldo Laport. Pepe Soriano. |
| 2019 | Fátima Flórez.                                            |
| 2018 | Bien argentino: la evolución.                             |
| 2017 | Flavio Mendoza.                                           |
| 2016 | Fátima Flórez.                                            |
| 2015 | Diego Reinhold.                                           |
| 2014 | Flavio Mendoza.                                           |
| 2013 | Nazarena Vélez.                                           |
| 2012 | Stravaganza.                                              |
| 2011 | El Negro Álvarez. Cacho Buenaventura.                     |
| 2010 | Gerardo Sofovich.                                         |
| 2009 | Jorge Guinzburg (tributo póstumo).                        |
| 2008 | Florencia de la V.                                        |
| 2007 | Raúl Lavié.                                               |
| 2006 | Emilio Disi. Pablo Rey.                                   |
| 2005 | Norma Pons.                                               |
| 2004 | Ethel Rojo. Mario Sánchez.                                |